# Vorstendom Anhalt-Dessau (1606-1807)
Het vorstendom Anhalt-Dessau was een land in het Heilige Roomse Rijk. Het werd geregeerd door de jongere linie Anhalt-Dessau, een zijtak van de dynastie der Ascaniërs. Anhalt-Dessau ontstond in 1606, na de verdeling van het vorstendom Anhalt tussen de zoons van Joachim Ernst. In 1807 werd het vorstendom tot hertogdom verheven, nadat het land toegetreden was tot de door Napoleon beheerste Rijnbond.
Het vorstendom bestond bij zijn oprichting uit twee van elkaar gescheiden gebieden. Het grootste deel lag aan beide zijden van de Mulde, aan de linkerzijde van de Elbe. De hoofdstad Dessau lag in dit gebied. Het kleinere westelijke deel lag ten westen van de Saale rond Freckleben en Sandersleben. Later breidden de vorsten hun gebied nog verder uit. Alle Anhaltse vorstendommen waren als een geheel ingedeeld bij de Opper-Saksische Kreits.
Anhalt-Dessau werd zwaar getroffen door de Dertigjarige Oorlog (1618-1648). Na de oorlog traden de vorsten in militaire dienst bij de keurvorsten en koningen van Brandenburg-Pruisen. Onder de regering van Leopold III Frederik Frans, groeide Anhalt-Dessau uit tot een modelstaat van de verlichting. Frans liet daarnaast het Parklandschap Dessau-Wörlitz aanleggen, een van de eerste Engelse landschapstuinen op het Europese vasteland.

## Geschiedenis
De zoons van Joachim Ernst, die sinds zijn dood in 1586 gemeenschappelijk regeerden, deelden ze Anhalt in 1606 op waar Johan George I Dessau verkreeg. In 1632 werd Anhalt-Dessau opnieuw opgedeeld waarbijJohan Casimir het hoofddeel met Dessau kreeg, terwijl George Aribert het minder belangrijke deel rond Wörlitz, Kleutsch en Radegast kreeg.
Omdat Georg Aribert een niet-vorstelijk huwelijk sloot, waren zijn nakomelingen uitgesloten van de opvolging. Zijn nakomelingen voerden de titel graaf van Bähringen. Na de dood van Georg Aribert in 1643 werd het land dus herenigd.
In 1666 werd het ambt Großalsleben gekocht vanuit de senioriaatsgoederen van het Huis Anhalt.
Johan Casimirs kleinzoon Leopold I (1693-1747; der alte Dessauer) was een beroemd veldheer, evenals diens jongste zoon Maurits.
In 1747 werd het ambt Alsleben van het pruisische hertogdom Maagdenburg gekocht, de landeshoheit bleef echter aan Pruisen.
Ook Leopolds opvolger Leopold II Maximiliaan (1747-1751) en diens opvolger Leopold III Frederik Frans (1751-1817) waren militairen. De laatstgenoemde, liefkozend Vater Franz genoemd, deed veel voor het welzijn van zijn land.
In 1793 werd het domein Walternienburg na het uitsterven van Anhalt-Zerbst verworven. Dit gebied stond onder de landshoogheid van het keurvorstendom Saksen (na 1815 onder het koninkrijk Pruisen). Het vorstendom Anhalt-Zerbst werd in 1797 verdeeld, hierbij vielen de stad en het ambt Zerbst aan Anhalt-Dessau.
Onder druk van Napoleon werd Leopold III Frederik Frans in 1807 lid van de Rijnbond en kreeg de titel van hertog.

## Gebied
- hoofdland rond Dessau (ambten Wörlitz en Radegast)
- ambt Gröbzig (an der Fuhne)
- ambt Sandersleben (an der Wipper)
- ambt Großalsleben (sinds 1666)
- ambt Zerbst (sinds 1798, twee delen, gescheiden door de ambten Ambten Rosslau en Lindau van Anhalt-Köthen)

## Vorsten
- 1606 - 1618: Johan George I
- 1618 - 1660: Johan Casimir
- 1660 - 1693: Johan George II
- 1693 - 1747: Leopold I
- 1747 - 1751: Leopold II Maximiliaan
- 1751 - 1807: Leopold III Frederik Frans